# Alexandru Giugaru
Alexandru Giugaru (n. 23 iunie 1897, Huși, Vaslui, România – d. 15 martie 1986, București, România) a fost un actor român de comedie. 

## Biografie
A fost distins cu titlul de Artist Emerit al Republicii Populare Romîne „pentru merite deosebite, pentru realizări valoroase în artă și pentru activitate merituoasă” în anul 1953 și cu titlul de Artist al Poporului în 1962.
Pentru activitatea sa, în anul 1964 a obținut Premiul de Stat. 
Pe scena lui Constantin Tănase, la Teatrul „Eforie” și la grădina „Cărăbuș”, a cântat alături de Josephine Baker, care era pentru prima oara în România. A purtat inițial numele de scenă (la teatrul de revistă) "Sandy  Huși", schimbat mai apoi de profesoara sa, Lucia Sturza Bulandra. 
A fost exilat pentru o perioadă la teatrul din Botoșani (din cauza suspiciunii că ar fi avut simpatii legionare în tinerețe), după mărturia actorului Dan Puric într-un interviu din noiembrie 2017. Dan Puric ar fi aflat acest detaliu de la actorii mai în vârstă, în timp ce își efectua stagiatura pe scena teatrului din Botoșani.  
Pe lângă activitatea de actor a fost și scriitor.
Casa de cultură din municipiul Huși îi poartă numele.

## Distincții
- Ordinul Muncii clasa a II-a (19 aprilie 1952) „pentru munca depusă cu ocazia «Centenarului Caragiale»”[4]
- Medalia „A cincea aniversare a Republicii Populare Române” (24 decembrie 1952) „pentru lupta și munca duse în vederea făuririi, consolidării și prosperării Republicii Populare Române”[5]
- titlul de Artist Emerit al Republicii Populare Române (23 ianuarie 1953) „pentru merite deosebite, pentru realizări valoroase în artă și pentru activitate merituoasă”[2]
- titlul de Artist al Poporului (28 martie 1962) „pentru merite excepționale în opera de dezvoltare a teatrului, muzicii și artelor plastice”[6]
- Ordinul „23 August” clasa a IV-a (10 august 1964) „pentru merite deosebite în opera de construire a socialismului, cu prilejul celei de a XX-a aniversări a eliberării patriei”[7]
- Ordinul „Meritul Cultural” clasa I (6 noiembrie 1967) „pentru activitate îndelungată în teatru și merite deosebite în domeniul artei dramatice”[8]
- Ordinul „23 August” clasa a III-a (20 aprilie 1971) „pentru merite deosebite în opera de construire a socialismului, cu prilejul aniversării a 50 de ani de la constituirea Partidului Comunist Român”[9]
- Ordinul „Meritul Cultural” clasa a II-a (29 aprilie 1983) „pentru contribuția adusă la înfăptuirea politicii partidului și statului de făurire a societății socialiste multilateral dezvoltate în patria noastră și rezultatele deosebite obținute în întrecerea socialistă pentru îndeplinirea și depășirea planului național unic de dezvoltare economico-socială pe anul 1982”[10]

## Filmografie
- Legenda celor două cruci (1925)
- Năbădăile Cleopatrei (1925)
- Cererea în căsătorie (1926)
- Sturmflut der Liebe (1929)
- Take, Ianke și Cadîr (1932)
- O noapte furtunoasă (1943) - jupân Dumitrache
- O scrisoare pierdută (1954) - Zaharia Trahanache
- Steaua fără nume (teatru radiofonic, 1954) - Ispas, șeful gării
- Directorul nostru (1955) - directorul D.R.G.B.P.
- Popescu 10 în control (1955)
- Două lozuri (1957) - comisarul Turtureanu
- D-ale carnavalului (1959) - Iancu Pampon
- Telegrame (1960) - procurorul
- Băieții noștri (1960)
- Bădăranii (1960) - jupân Lunardo
- Post restant (1962)
- Tudor (1963)
- Mofturi 1900 (1965)
- Doi băieți ca pîinea caldă (1965)
- Haiducii (1966)
- Corigența domnului profesor (1968)
- Răpirea fecioarelor (1968) - Hristea Belivacă
- Vin cicliștii (1968)
- Bălcescu (1974)

## Teatru radiofonic
- Bădăranii – de Carlo Goldoni
- Burghezul gentilom - de Moliere
- D’ale carnavalului – de I.L. Caragiale
- Escu – de Tudor Mușatescu
- Gramatica familiei – de Eugene Labiche
- O noapte furtunoasă – de I. L. Caragiale
- Pușculița – de Eugene Labiche
- Recomandația – de Max Maurey
- Revizorul – de N.V. Gogol
- Scafandrierii – de Tudor Mușatescu
- Viforul – de Barbu Ștefănescu Delavrancea
- Milionarul - de Iordan Stefanov Iovkov - in rolul președintelui Societății "Cavalul"